# Xã Isabella, Michigan
Xã Isabella (tiếng Anh: Isabella Township) là một xã thuộc quận Isabella, tiểu bang Michigan, Hoa Kỳ. Năm 2010, dân số của xã này là 2.253 người.